# レンソイス・マラニャンセス国立公園
座標: 南緯2度32分0秒 西経43度7分0秒 / 南緯2.53333度 西経43.11667度
レンソイス・マラニャンセス国立公園（ポルトガル語: Parque Nacional dos Lençóis Maranhenses、レンソイス・マラニェンセス国立公園とも）は、ブラジル連邦共和国北東部マラニャン州にある広大な砂丘、およびこの砂丘を主体とするブラジルの国立公園である。2024年にはUNESCOの世界遺産リストに登録された。
衛星写真からも見られる真っ白な大砂丘が広がる。さらに、雨季の間にだけ砂丘の至るところに無数のエメラルドグリーンの湖が現れるのが特徴で、マラニャン州州都サンルイスから260kmほどのところにある。

## 白い砂丘
Maranhensesとは、ポルトガル語で「マラニャン州の」、Lençóisとは「シーツ」を意味する。まるでシーツのように白い砂丘が1550km2（東京都の約7割、大阪府の約8割の広さ）に渡って広がっている。砂丘の砂の成分はほぼ100パーセント石英でできており、それが太陽光に反射して白く見えるのである。
半年ごと（1～6月）の雨季の終わり頃には、その間だけ存在する無数の湖が出現する。これは、石英の層の下にある地下水が雨によって水位が増し、砂丘の谷間に湧き出るためである。湖が出現すると魚も現れるが、乾季の間はどのように過ごしているかははっきりとしていない。有力な説として、魚卵が鳥類に付着して湖に運ばれ孵化する説と、湖に住む魚が耐久卵を産み、地下水脈によるわずかな水分で乾季を過ごし、雨季に湖が出現した時に孵化するという説がある。なお、この地区には新種のカメやカエルが生息し、乾季の間は自ら掘った穴で生活することが明らかとなっている。
国立公園より100キロほど南のパラナイーバ川が上流から河口まで運ぶ土や泥には石英が含まれるが、この石英は河口に達した後には数万年の年月をかけて大西洋の沿岸流により国立公園に面した海岸近くまで流される。その間に石英以外の混入物は砕け散り海水に混じるが、石英は砕かれずに残り、海岸に打ち上げられて風速90メートル以上の強風で国立公園まで吹き飛ばされ、砂丘に積もる。これが長い間繰り返され、現在の姿になったといわれる。
砂丘の沿岸部は風の侵食により0.5〜1mの低いバルハンが多く形成される。これらのバルハンは風力により、毎年最大25mのスピードで内陸側へ移動しながら高くなり、最大30mまで成長することができる。

## 住人と観光
中心部には2つのオアシスが存在し、60人ほどの住民が村を作って暮らしている。住居は葦で作った原始的なもので、寝床は天井から吊り下げたハンモックである。男性は風の少ない雨季に海まで歩いて魚をとり、村でこれを干物にしておき、年間の食料にしている。
特に欧米からの観光客が多いが、大抵は公園の敷地外か、あるいは少し敷地内へ入る程度で、中心部まで行くことはほとんどない。なぜなら、敷地前後の地表の状態はほとんど砂漠に近く、また雨季になると地面はぬかるみ、大型四輪駆動車でもスムーズに進めないほど足場が悪くなるためである。これが、国立公園内の自然環境調査が遅れている原因の一つともなっている。
観光はサン・ルイスからのツアー催行があるものの、観光施設は十分に整備されていない。しかし、その分観光地化されていないために楽しめる部分もある。
2009年11月現在、レンソイス・マラニャンセス国立公園にいちばん近い町はバヘリーニャスであり、バヘリーニャスには観光客向けのホテルやロッジが建設されている。サン・ルイスからバヘリーニャスまでバスで4～6時間。バヘリーニャスからレンソイス・マラニャンセス国立公園までは、大型四輪駆動車で約1時間。観光ツアーは、大まかに午前ツアーと午後ツアー（サンセットツアー）に分かれている。

## 世界遺産
このサイトはバルハンのチェーンと湖の自然美のほか、第四紀における海岸砂丘の進化の顕著な証拠を示したため、2024年に世界遺産に登録された。

## ギャラリー

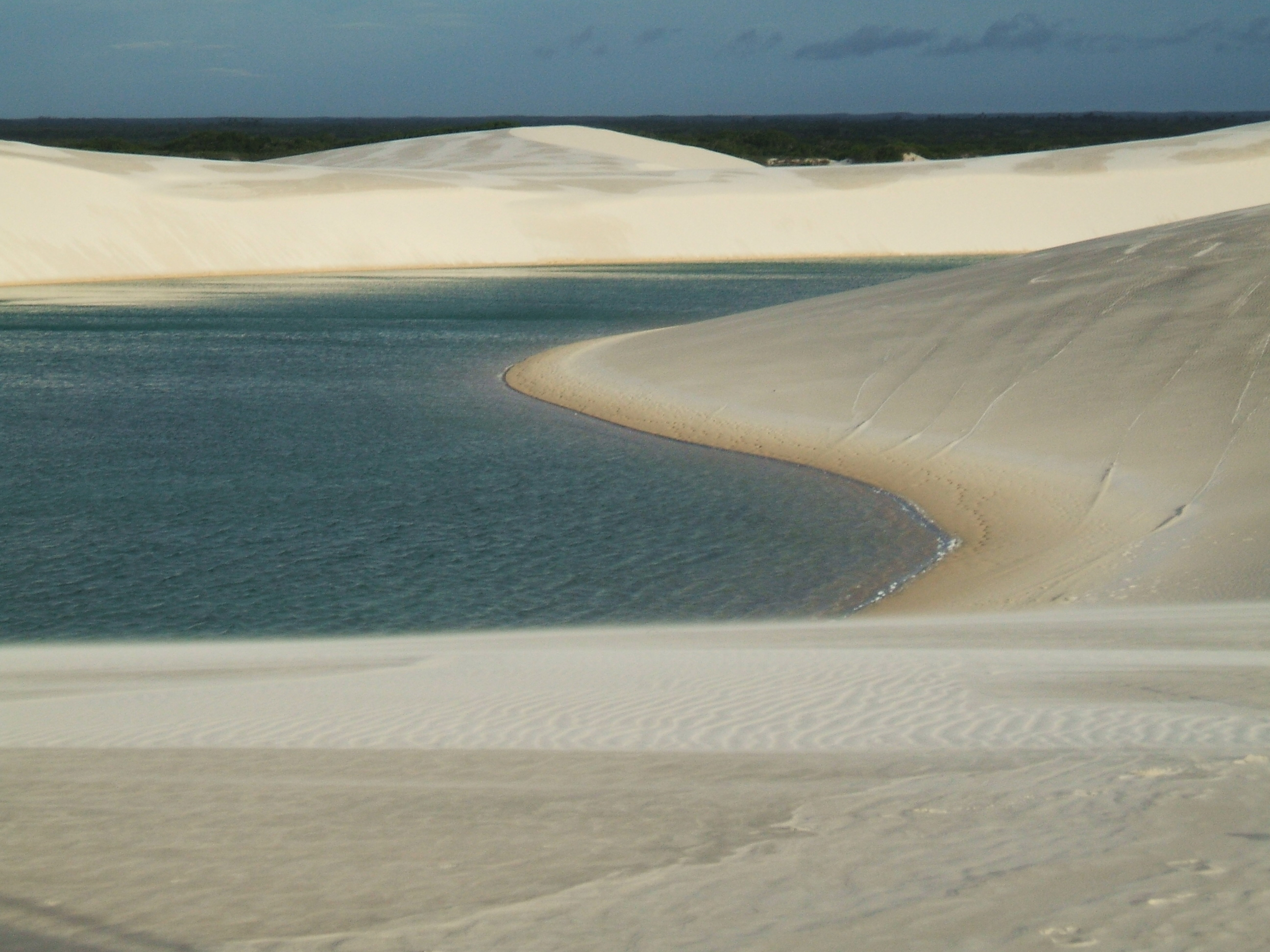
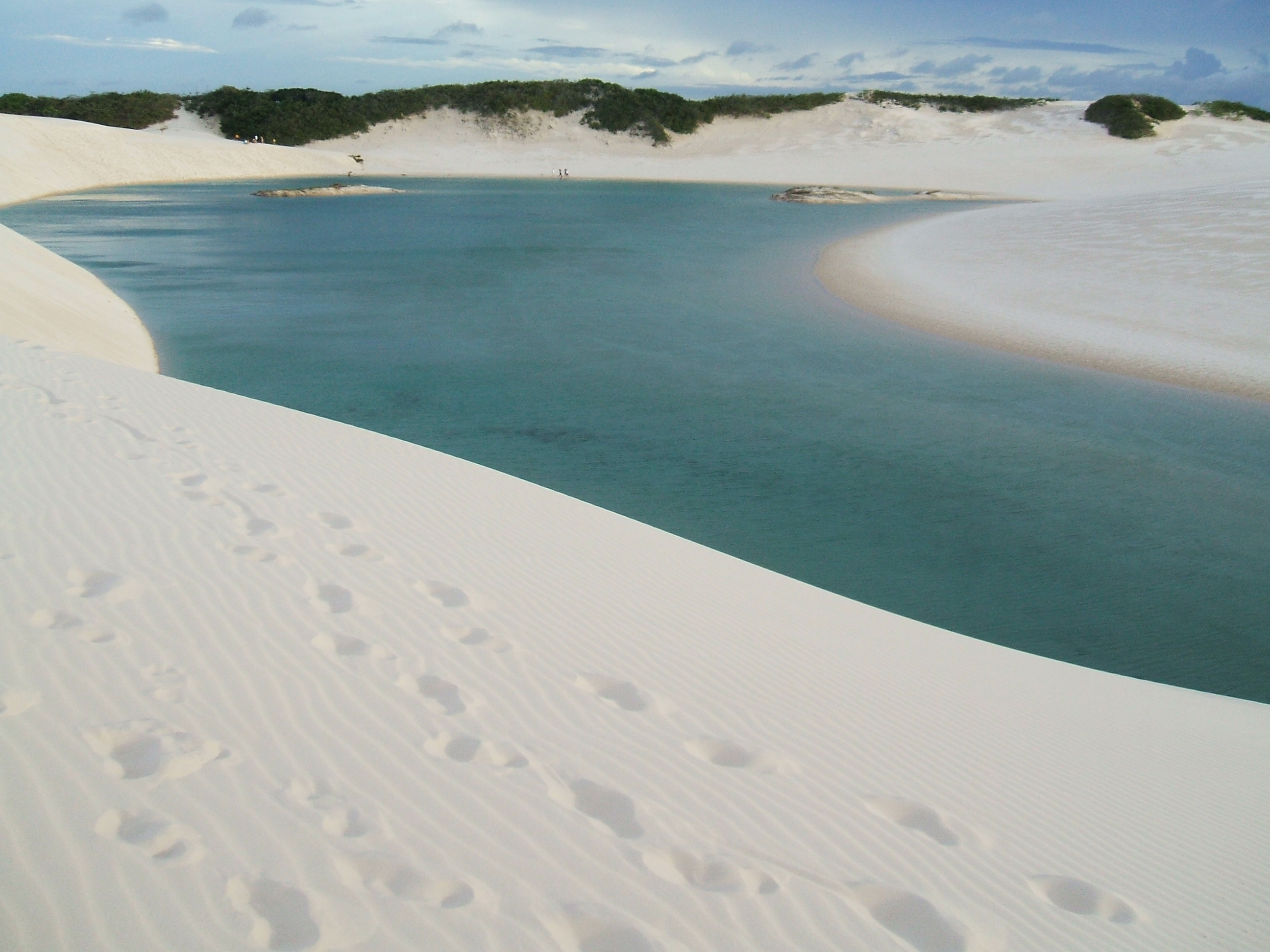
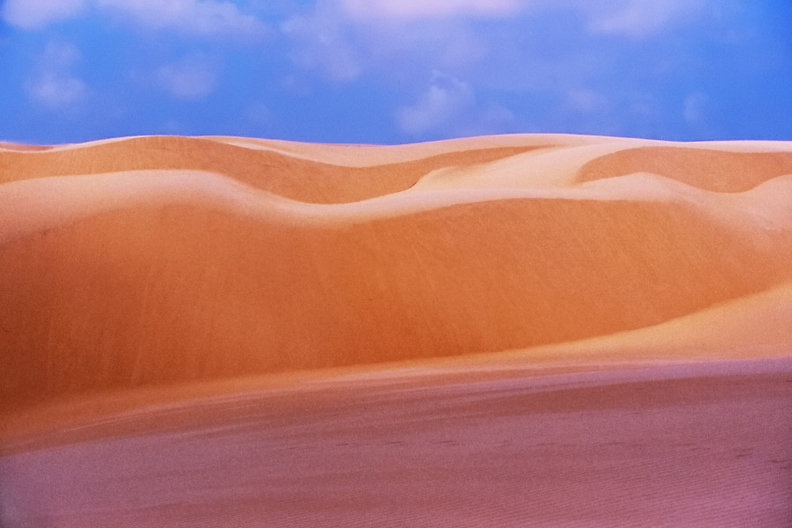
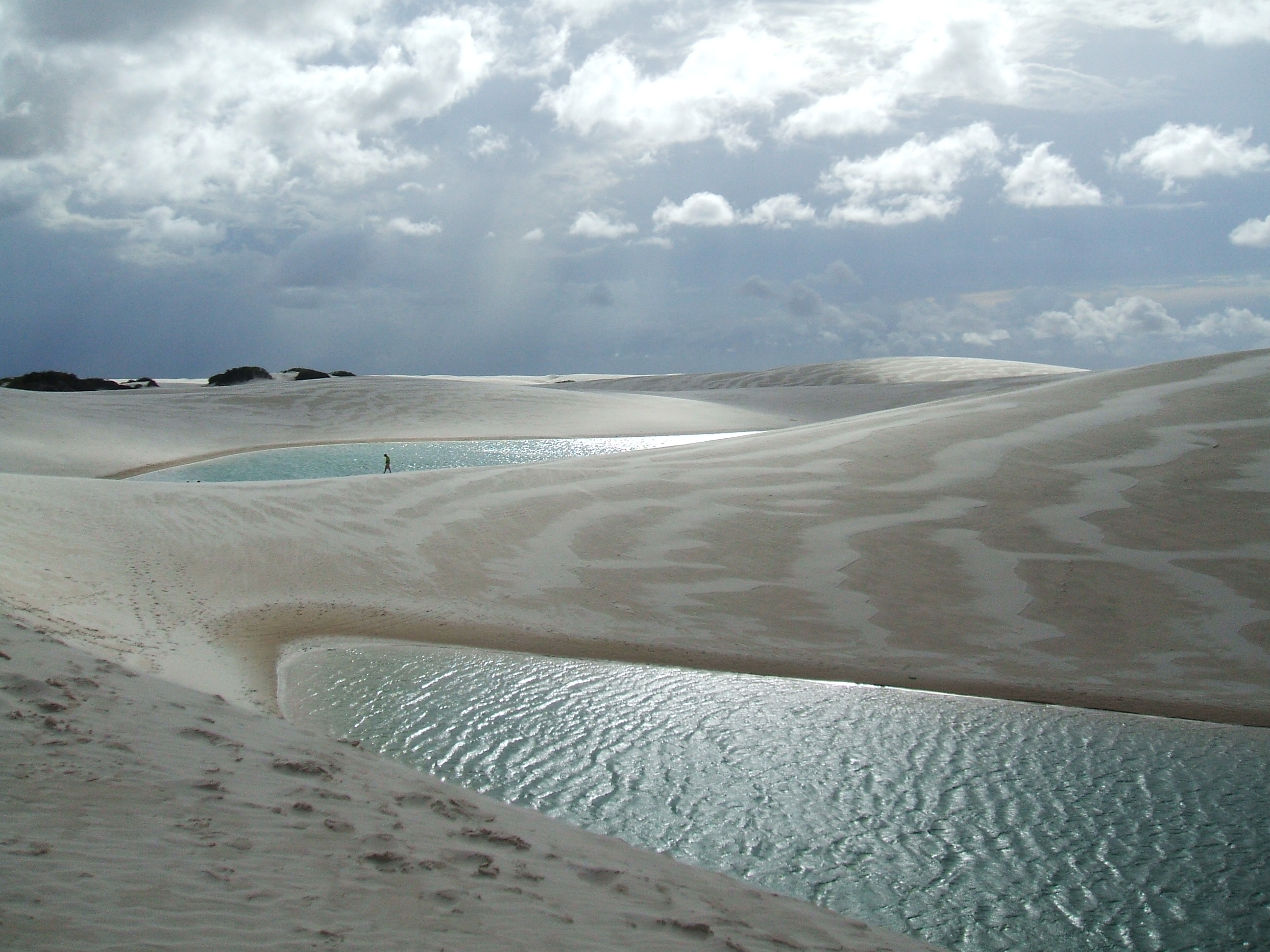

### 登録基準
この世界遺産は世界遺産登録基準のうち、以下の条件を満たし、登録された（以下の基準は世界遺産センター公表の登録基準からの翻訳、引用である）。
- (7) ひときわすぐれた自然美及び美的な重要性をもつ最高の自然現象または地域を含むもの。
- (8) 地球の歴史上の主要な段階を示す顕著な見本であるもの。これには生物の記録、地形の発達における重要な地学的進行過程、重要な地形的特性、自然地理的特性などが含まれる。